# تپه کران
تپه کران مربوط به عصر کالکولتیک (مس‌سنگی) - عصر برنز I - هزاره اول (پیش از میلاد) است و در شهرستان پیرانشهر، بخش لاجان، دهستان لاهیجان شرقی، روستای سرین چاره واقع شده است. این اثر در تاریخ ۳۰ دی ۱۳۸۵ با شمارهٔ ثبت ۱۶۸۶۶ به عنوان یکی از آثار ملی ایران به ثبت رسیده است.